# Shaun Derry
Shaun Derry (Nottingham, 6 dicembre 1977) è un allenatore di calcio ed ex calciatore inglese, di ruolo centrocampista, vice allenatore del Crystal Palace.

## Primi passi
Inizia la sua carriera professionistica nel Notts County Football Club prima di trasferirsi nel 1998 dallo Sheffield United per 700.000 sterline. Segna uno dei suoi gol più importanti durante una gara di FA Cup contro il Rushden & Diamonds del dicembre 1999.

## Portsmouth
Il Portsmouth Football Club acquista Shaun Derry spendendo la cifra di 200.000 sterline.
Divenne uno dei giocatori inamovibili della formazione titolare allenata nel 2000 dall'attuale tecnico dello Stoke City Tony Pulis e, successivamente, dal giocatore-manager Steve Claridge.
Graham Rix, allenatore del Portsmouth nella stagione 2001-02, affida a Shaun Derry la fascia di capitano.
Nel 2002 arriva a guidare la squadra il tecnico londinese Henry James Redknapp il quale, durante la ricostruzione della rosa, preferì vendere Shaun Derry al Crystal Palace per 400.000 sterline.
Prima di lasciare la squadra, Shaun Derry segna un gol importantissimo nella sfida cruciale contro il West Bromwich Albion.

## Crystal Palace
Shaun Derry contribuisce al ritorno del Crystal Palace in Premier League nel 2004 con 44 presenze compresa una partita della finale play-off. È stato un calcio d'angolo battuto da Derry che portò Darren Powell a segnare al novantesimo minuto un gol di testa, decisivo per il passaggio del Crystal Palace in semifinale, che gli "Eagles" vinsero.
Nel 2004/05 gioca in prestito nel Nottingham Forest prima di essere acquistato, nel febbraio 2005, dal Leeds United Association Football Club.

## Leeds United
Il primo gol con il Leeds United Derry lo segna in occasione del suo debutto casalingo contro il West Ham United, decisivo nella vittoria per 2-1 contro gli "Hammers".
Egli è un giocatore fisso nella formazione del Leeds United e diventa un giocatore molto amato dai tifosi della squadra in seguito alla splendida stagione che porta il Leeds United a giocare la finale play-off per il ritorno in Premier League, persa però 3-0 contro il Watford.

## Palmarès

### Club

#### Competizioni nazionali
- Campionato inglese di seconda divisione: 1

QPR: 2010-2011